# Tomar

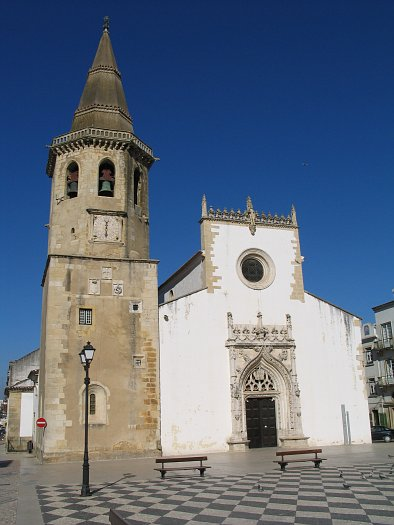
Kyrkan São João Baptista i Tomar.

Tomar är en stad och kommun i Portugal. Kommunen har en area på 351 km² och 43 054 invånare varav cirka 20 000 bor i staden.
Tomar är indelat i elva freguesias:

- Além da Ribeira e Pedreira
- Asseiceira
- Carregueiros
- Casais e Alviobeira
- Madalena e Beselga
- Olalhas
- Paialvo
- Sabacheira
- São Pedro de Tomar
- Serra e Junceira
- Tomar (São João Baptista) e Santa Maria dos Olivais